# Горковенко Володимир Валентинович
Володи́мир Валенти́нович Горкове́нко  (нар. 24 листопада 1975, Красноволя) — український політик та чиновник, колишній журналіст. До 2014 року працював на телеканалі Ріната Ахметова «Україна».
Член Національної ради України з питань телебачення і радіомовлення (від травня 2019). Депутат Київської обласної ради VIII скликання.

## Життєпис
Освіта — Інститут журналістики Київського національного університету імені Тараса Шевченка (1993—1998).
Кар'єру розпочав у 1994 році репортером на ТРК «Аверс» (м. Луцьк).
З 1995 року працював у програмі «Вікна» (ММЦ «Інтерньюз»), згодом працював журналістом на телеканалах «Інтер», «ICTV». З лютого по червень 2014 року — працював на телеканалі «Україна».
3 2014 року по травень 2019 року — завідував відділом зв'язків з вітчизняними, регіональними та зарубіжними медіа департаменту інформаційної політики Адміністрації Президента України Петра Порошенка, має 5-й ранг держслужбовця.
4 травня 2019 року призначений членом Національної ради України з питань телебачення і радіомовлення. 24 травня президент Володимир Зеленський скасував указ президента Порошенка про призначення Горковенка членом НРУТР.
19 грудня 2019 року Верховний суд визнав протиправним Указ Президента про скасування призначення В. Горковенка членом Нацради з питань телебачення і радіомовлення.
25 жовтня 2020 року обраний депутатом Київської обласної ради від партії «Європейська солідарність» по округу № 3 (Бориспільський район).
У червні 2024 року ЗМІ оприлюднили декларацію, що дружина Володимира Горковенка, Тетяна, наприкінці 2019 року придбала ділянку землі в Києві на вулиці генерала Павленка, поруч із будинком голови НЕК «Укренерго» Володимира Кудрицького. Також, згідно з декларацією Горковенка, за 2023 рік він отримав 3,7 млн грн доходу.

## Критика

### Розслідування Kyiv Post
Володимир Горковенко причетний до розслідування газети Kyiv Post, згідно з яким оточення колишнього президента Петра Порошенка платило ЗМІ за його сприятливе висвітлення. Відповідні документи начебто були знайдені в кабінеті Володимира Горковенка, який на той момент обіймав посаду завідувача відділу Головного управління інформаційної політики Адміністрації президента. Згідно з цими документами, протягом 2015—2016 років ініціювалися неофіційні інформаційні кампанії, в яких незалежні блогери за окрему плату публікували матеріали, вигідні тодішньому президенту. Горковенко назвав цю інформацію фейком від тодішнього заступника глави Офісу президента Кирила Тимошенка й наголошував, що оприлюднені документи не містять його підпису.

## Родина
Дружина Горковенко Тетяна. Має двох дітей.